# Palacio imperial de Roma
El Palacio Imperial de Roma  es el palacio de los emperadores romanos que ocupa toda la parte oriental de la colina del Palatino y que mira hacia el norte al Foro Romano  y al sur al Circo Máximo, fue construido en gran parte durante el siglo II. Es un impresionante complejo de edificios que expresa visiblemente el poder y la riqueza de los emperadores de Augusto —cuya residencia es todavía visible, entre los mejor conservados hasta al menos el siglo IV, hasta que Roma dejó de ser un asiento imperial con Constantino I, incluso si todavía está en el tiempo de Teodorico el Grande como lo demuestran las ampliaciones hechas por este último— esta área fue designada para albergar el asiento del poder soberano. Los palacios imperiales se componen de dos estructuras, la pública la Domus Flavia, construida en su mayor parte por Domiciano, abierta a ciudadanos y extranjeros, donde se reveló el esplendor y el poder del emperador, y la privada la Domus Augustana, donde vivían el emperador y su corte, donde bajo Septimio Severo se añadió una sección adicional —un palacio real nuevo identificado por los modernos como Domus Severiana— con fuertes arcos de soporte que emergían del lado de la colina.

## Origen del nombre
El complejo completo, cuya construcción abarcó todo el siglo I, anteriormente se conocía como Domus Augustana, o «residencia del emperador», procede de Domus que significa mansión urbana, y en cuanto Augustana es un adjetivo formado por «el apellido o alias» llevado por los emperadores romanos: Augustus. Entonces era conocido por los romanos como palacio imperial, En el tiempo de Tácito se usaba la expresión Palatium, tanto, que el uso de este término cambió ingresando al uso común, para definir por evolución del topónimo cualquier residencia lujosa.

## Historia

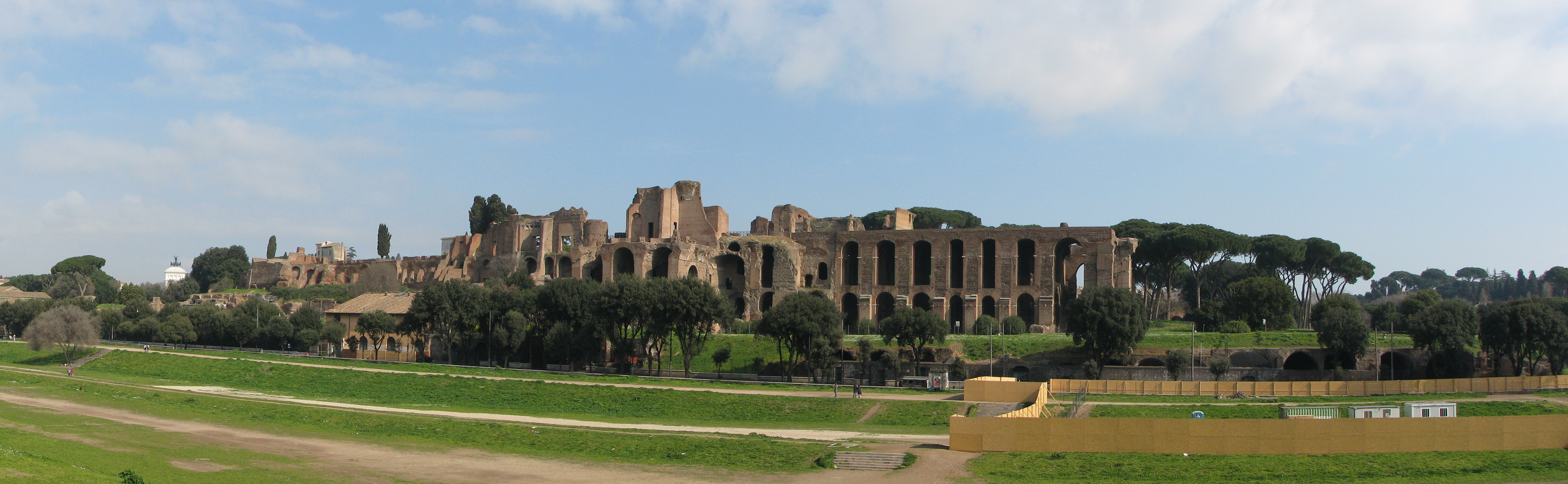
El Monte Palatino, una de las Siete colinas de Roma.

La primera parte del palacio imperial fue formado por el conjunto de edificios que pertenecieron a personajes famosos de la Res Publica —habitaron allí entre otros Cicerón, Quinto Hortensio y el poeta Catulo—, un ejemplo de los cuales, la Casa de los Grifos, todavía se puede admirar, estaba ubicado en toda el área de construcción de la colina. Pero el gran arquitecto del complejo palatino y el primero en hacer grupos de casas privadas que tenían la residencia de un único hombre fue el entonces triunviro Octaviano. Este último había vivido previamente en una casa cerca del Foro, sobre las «escaleras de los orfebres», que pertenecían al orador Licinio Calvo, como informa Suetonio, después de lo cual se trasladó a la residencia de Ortensio Ortalo, no muy relevante en términos de tamaño y lujo. Los edificios en el Palatino probablemente fueron adquiridos por Augusto tras la victoria de Agripa sobre Sexto Pompeyo en el año 36 a. C. (batalla de Nauloco), según lo informado por Veleyo Patérculo, confirmó la interpretación de que la fuente a través del período de evaluación de los frescos que datan del 30 a. C. del interior de la Casa de Livia (esposa de Augusto), vincula la adición de algunas habitaciones de la misma y por lo tanto también de las casas anexas, en ese momento. Augusto no se gasta en excesivas ampliaciones y adornos suntuosos, teniendo que darse a sí mismo la imagen de Primus inter pares, la piedra angular de su programa político. Según Suetonio, Augusto durmió durante cuarenta años en la misma habitación —probablemente, pero es únicamente una hipótesis, en la sala llamada «las máscaras», decoradas con máscaras de teatro — y tenía su propio pequeño estudio privado, llamado su "«Siracusa»", que forma parte de las habitaciones que surgieron en la excavación de 1961.

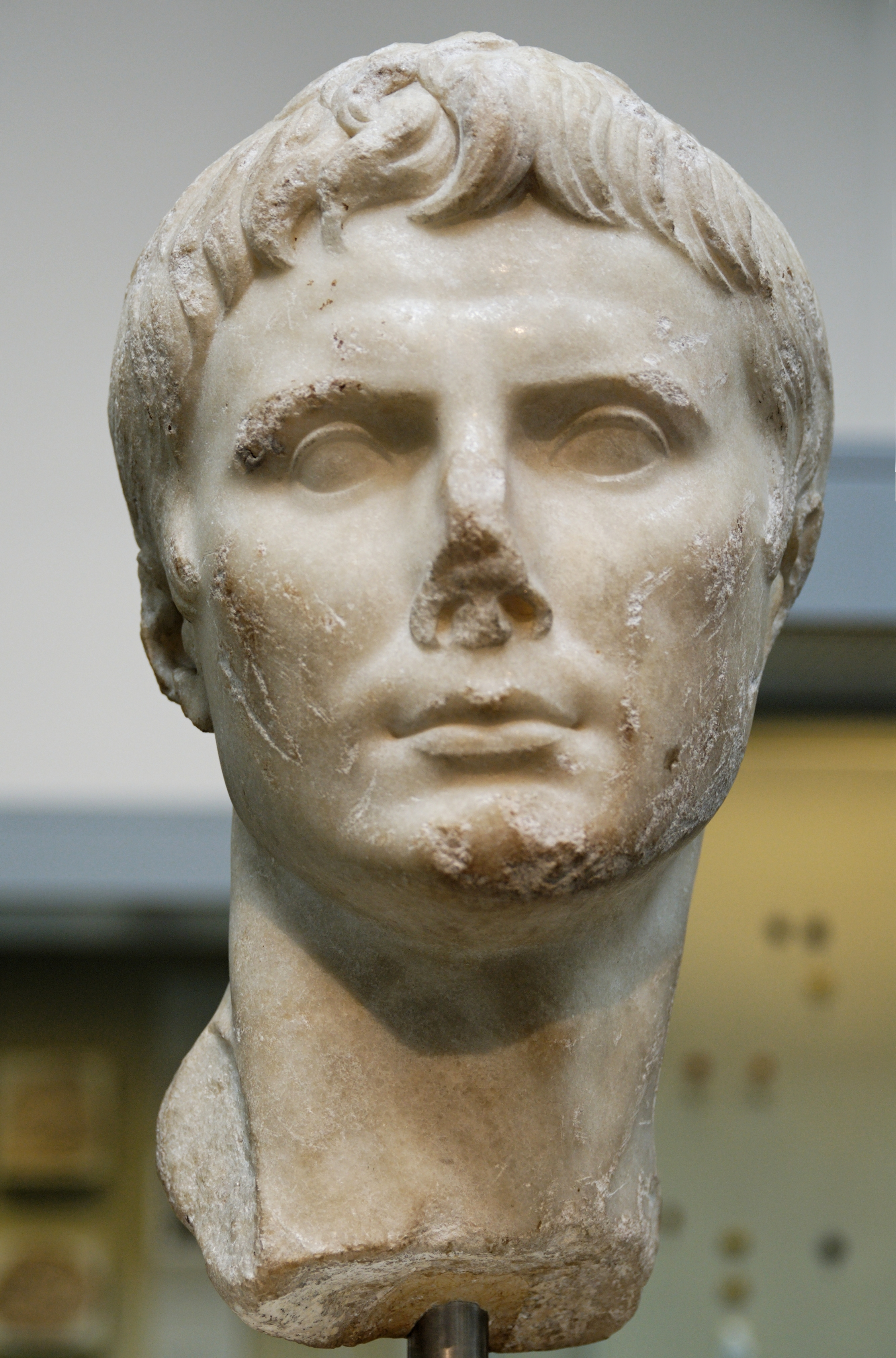
Retrato de mármol de Augusto de alrededor del año 14; el Princeps senatus reunió por primera vez las distintas residencias desagregadas en la colina, consiguiendo un complejo único.

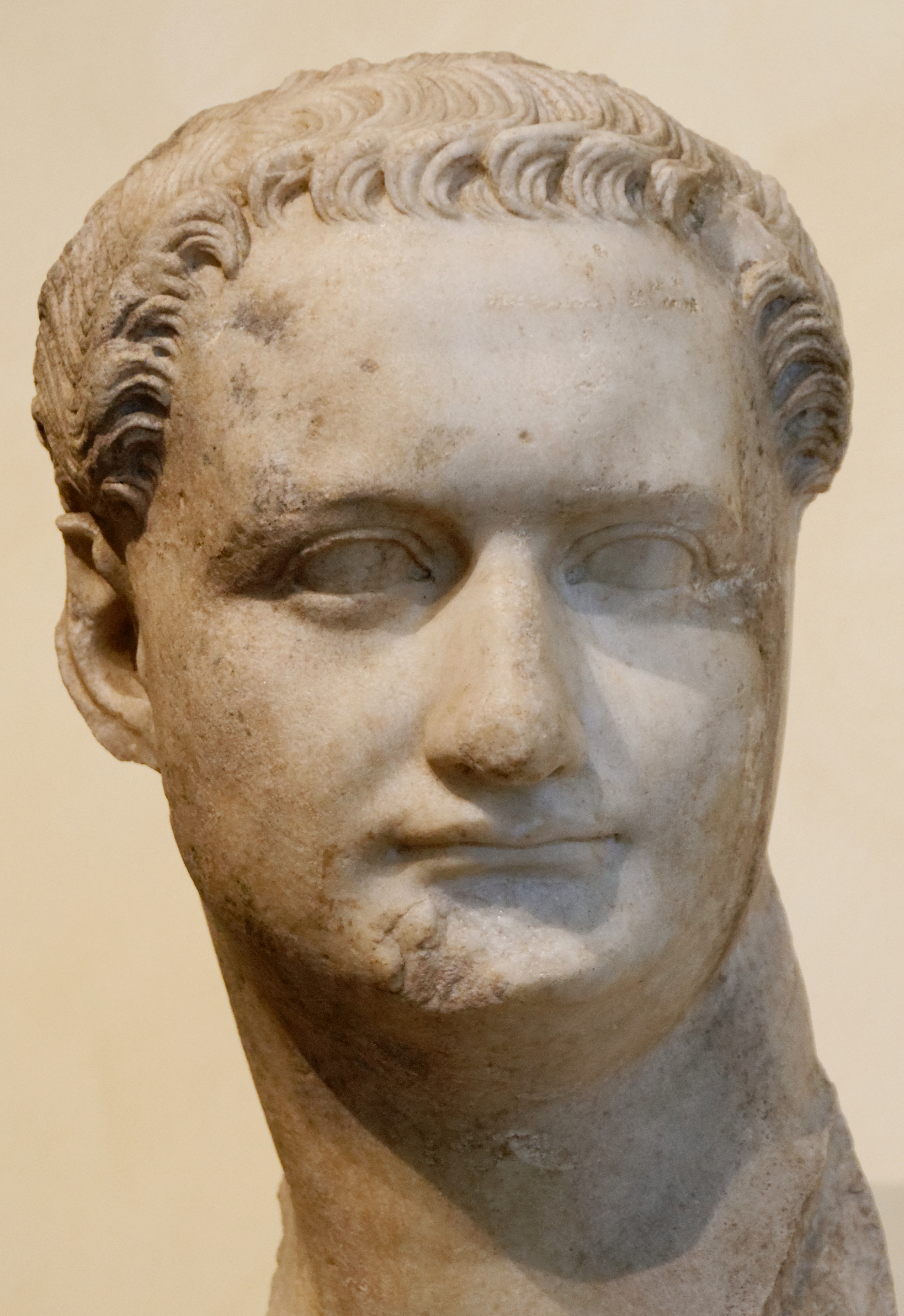
Busto de Domiciano, que reformó la residencia palatina, dándole la facies que mantendrá durante siglos.

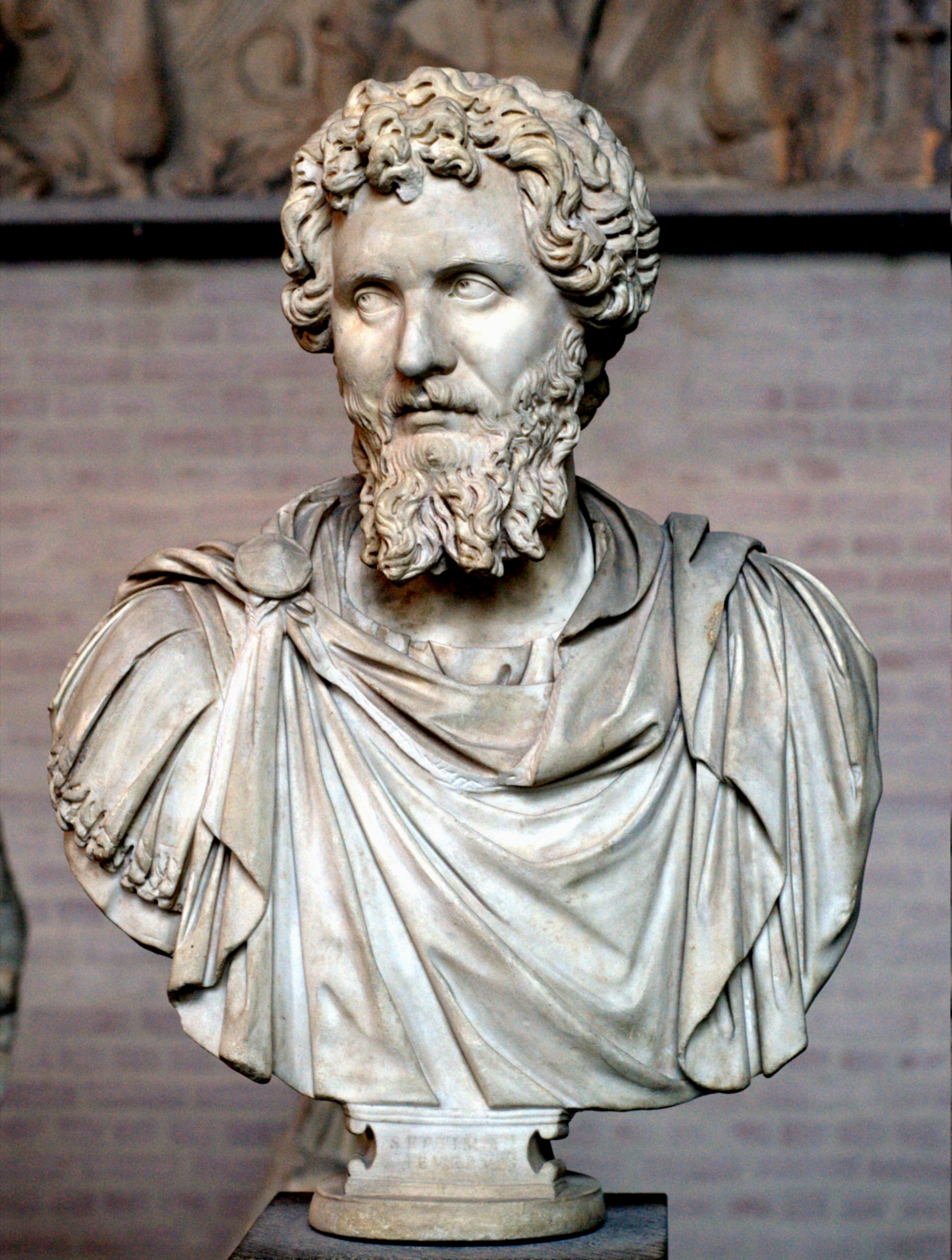
Busto de Septimio Severo, creador del apéndice sur de la Domus Augustana.

Las adquisiciones pertinentes le permitieron superar las residencias de Publio Clodio, que también son el resultado de aglomerados de casas anteriores —pertenecían a Escauro, Catulo y Cicerón— conectados entre sí en la colina, rivalizando la parte superior únicamente con este triunviro. Al principio, las estructuras del Palatino aparecían separadas entre edificios autónomos —de ahí deriva también la distinción entre Domus Tiberiana y Augustana—; posteriormente, gradualmente fueron agrandadas por las diversas familias que alternaban con el poder imperial para constituir un único gran complejo. Con el término Domus Augustana se indicó, a partir de la intervención de Domiciano, todo el Palatino —con el nombre del fundador—, que comprende la parte privada —que hoy se prefiere para identificar con el nombre propio de Domus Augustana— y que ha sido destinada al uso oficial, la Domus Flavia, erigida por los emperadores Flavio. La Domus Flavia en cambio, es el resultado de la superposición del nuevo palacio domiciano al  ala antigua «pública» de la Casa de Augusto, que se extiende al este del Templo de Apolo Palatino. El mismo templo de Apolo era al menos una porción de la parte pública de la residencia de augustiana, con el fin de transferir los libros sibilinos de la ubicación anterior en el templo de Júpiter Óptimo Máximo, a tal punto, que las sesiones del Senado romano, también se llevaron a cabo allí.
A Tiberio se le atribuye el proyecto de ampliación de la residencia imperial en el lado occidental de la colina, entre el templo de Cibeles en las pendientes que se adentran en el Foro. El lado oeste del edificio coincide con el área ocupada previamente por una domus republicana, supuestamente perteneció a su padre, Tiberio Claudio Nerón, pretor en el año 42 antes de Cristo, la misma casa en la que nació el emperador futuro. Toda esta zona de los edificios se convirtió en definitiva bajo Nerón, para sufrir otras intervenciones bajo Domiciano, Adriano, y Septimio Severo. La dicotomía entre Domus Tiberiana y Augustana fue preservada a partir de ese momento, sin cambios, inaugurando la práctica de que en la primera casa que se movieron los herederos al trono, como los sucesores de Augusto —al igual que Marco Aurelio y Lucio Vero, una vez aprobada por Antonino Pío—, mientras que en la otra habitaron los emperadores gobernantes. La Domus, surgió parcialmente durante las excavaciones —efectuadas en el borde del edificio—, caída en mal estado, entonces fue ocupada en 1550 por los jardines Farnesio, del cardenal Alejandro Farnesio , sobrino de Paulo III, que después de haber comprado la parte norte de la colina, decidió establecer allí una residencia de verano y rodearla de suntuosos jardines. Un primer deseo de conectar los edificios de los palacios del Palatino con los del Campidoglio se remonta, según Suetonio, a Calígula, quien amplió los palacios ya construidos por Tiberio. Pero el intento más audaz de transformar estas residencias desagregadas en un complejo unitario se remonta a Nerón, gracias también a las destrucciones del gran incendio del año 64. Nerón enterró por completo la Casa de Augusto, obteniendo la base de un santuario monumental, el Aedes Caesarum in Palatio, destinado al culto imperial, que incluyó un templo y estatuas colosales. El proyecto neroniano culminó en la construcción de la Domus Aurea —que se extendía en gran medida de Celio y Esquilino—, cuyos niveles de cimientos permanecen visibles en el Oppian. Quien más se esforzó para hacer el Palatino en un gran adjunto residencial para albergar la sede del poder del príncipe, sin embargo, fue Domiciano, quien ordenó al arquitecto Rabirio, reconstruir los cimientos de todo el complejo de viviendas públicas a partir de la antigua ala oficial augustiana, y sentar las bases para un nuevo gran edificio más al sur (Domus Augustana), que también incluía un hipódromo privado, la casa de las páginas (Paedagogium) y baños termales. La principal diferencia con los edificios anteriores y la Domus aurea, que no era ni más ni menos que una villa urbana, reside en su función de «palacio» sede del poder imperial, distinguible en su función de edificio de uso público, en el que el ejercitar las funciones del gobierno y de la residencia privada, una distinción que ya se puso firme en tiempos de Augusto, pero que no podían manifestarse en esta tiempo con la misma claridad, dada la naturaleza de la revisión por inter pares del poder del príncipe.
El palacio —de ahora en adelante conocido como Domus Augustana, o residencia de los emperadores—, completado en el año 92, —excepto el estadio que tuvo que ser completado después—, lo seguirá siendo sin cambios en su estructura general, aunque con las intervenciones necesarias y ampliaciones posteriores, hasta el final del imperio, un tiempo en el que toda el área palatina estaba completamente ocupada por la superficie de los palacios imperiales. Estos representan en conjunto único para la residencia de los emperadores y esta era la diferencia entre el tiempo anterior de Domiciano, que únicamente había residencias homogéneas desglosadas y pequeñas. Entre las principales intervenciones realizadas por el siguiente augusto, se informan algunas reconstrucciones en la zona norte cerca de la Domus Tiberiana, en primer Trajano y después Adriano, que hicieron avanzar la misma hasta Via Nova del Foro y realizaron varias restauraciones, finalmente Septimio Severo, el más llamativo, que coincidió con una expansión masiva de la parte Augustana, —que se situó sobre la colina, ahora ya completamente ocupada— y con la construcción de una nueva elevación (Septizodium) en el lado sureste de la colina. La segunda sección de los edificios, que se conoce generalmente por el nombre de Domus Augustana, iba a ser la parte del edificio donde se encontrara, además de los apartamentos del emperador, sino también la de los servidores y de la corte, y donde los arcana imperii(«secretos del poder»)  tuvieron lugar: aquí se decidieron las cuestiones problemáticas sutiles del gobierno del imperio, para la iniciativa de los emperadores, e incluso a menudo había un papel para el mismo tribunal. Un ejemplo fueron las maniobras de palacio que giraban en torno a las sucesiones, a veces brutales, de un emperador a otro, cuando por primera vez el asesinato de Domiciano, se produjo en esta ala del Palatium, llevó a la designación de Nerva.

## Descripción
[...] detrás, delante de la escalera del Palatino proclamó a una multitud de soldados que renunciaba el Imperio, que había recibido de mala gana, pero ya que todos protestaban, gritaban, pospuso la decisión y se fue a pasar la noche; al amanecer, vestido miserablemente, descendió a los estrados y, llorando, hizo la misma declaración, pero leyéndola. [...] a continuación, tomó coraje y aprovechando el hecho de que Sabino y otros partidarios de Flavio que estaban ahora no había entre ellos sospechosos, de repente atacó y les obligó a encerrarse en el Capitolio, donde fueron eliminados por la quema del templo de Júpiter Óptimo Máximo; él mismo, desde la casa de Tiberio, contempló tanto la lucha como el fuego mientras tomaba su comida.
Suetonio, Vita di Vitellio, 15

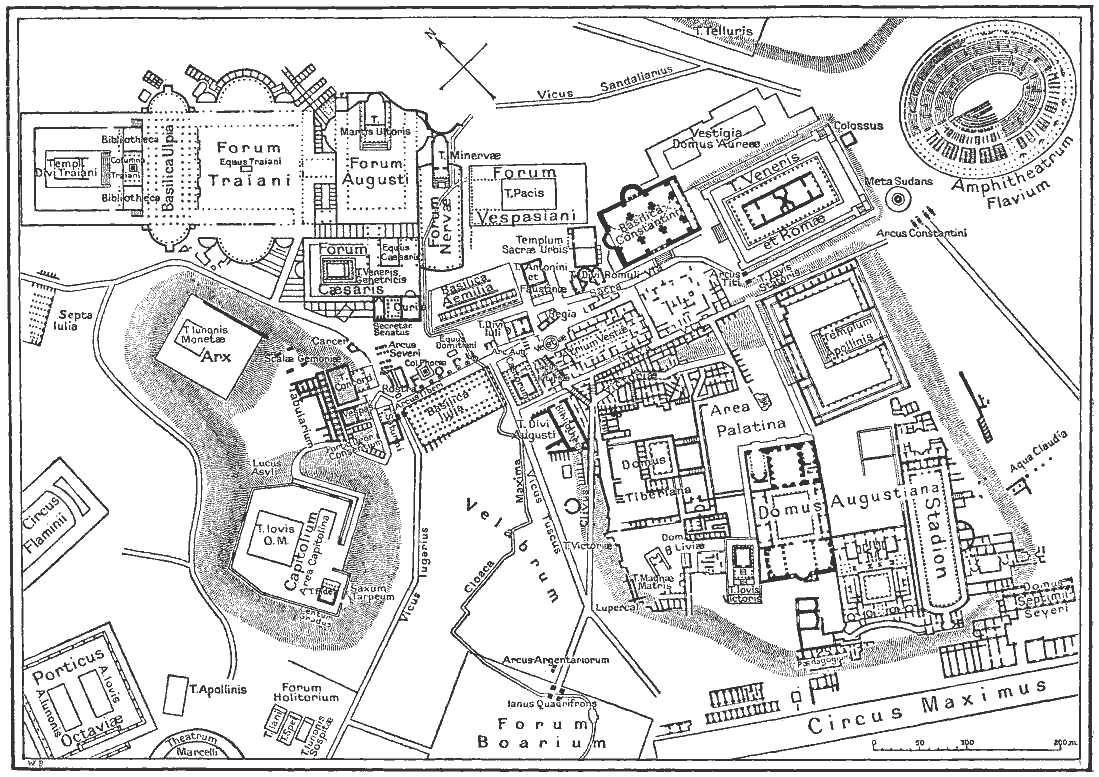
Mapa de los palacios imperiales del Palatino de Roma, del foro romano y de los foros imperiales.

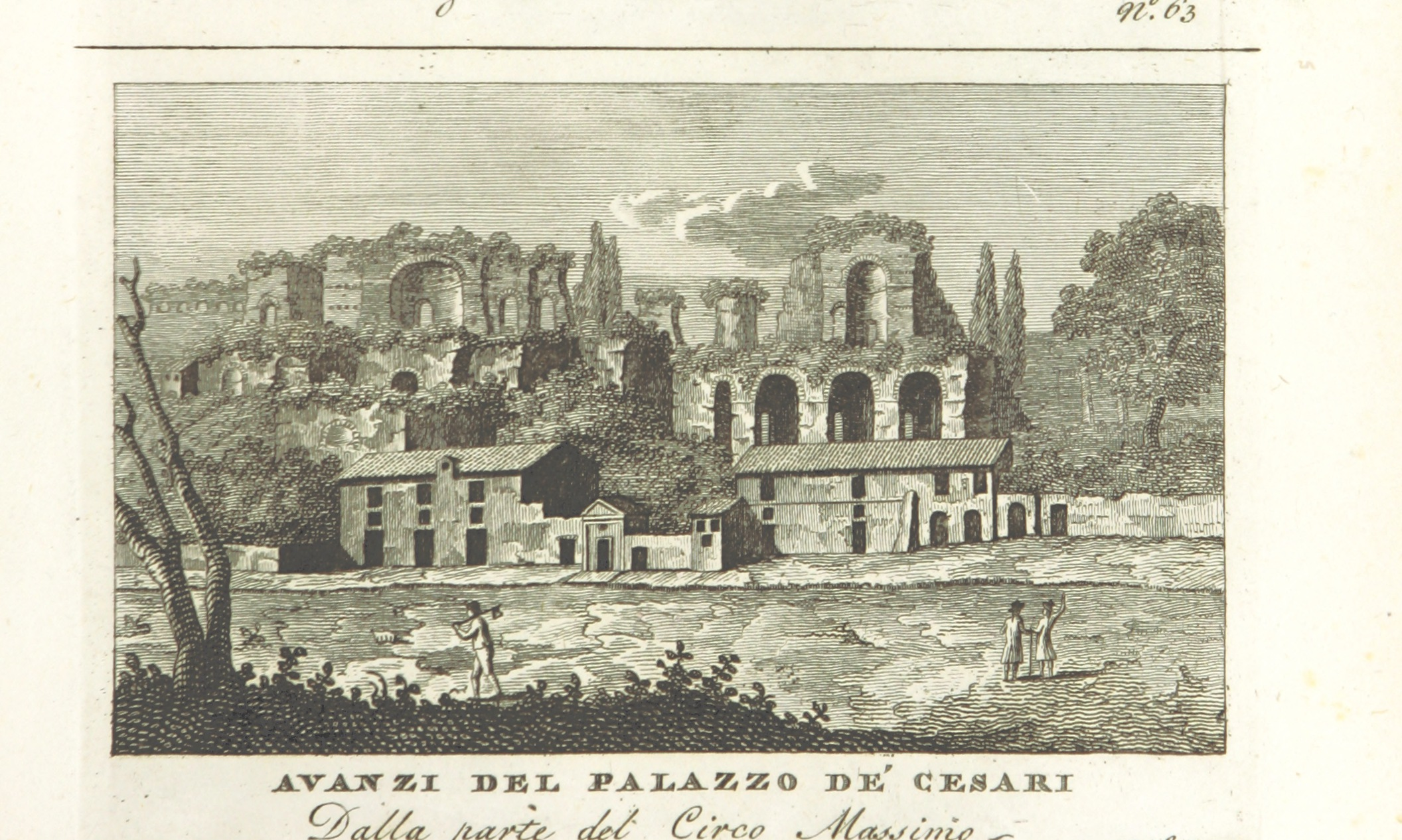
El palacio en una publicación del 1820.

Subiendo desde el Foro, a lo largo del camino que corre a lo largo de los jardines de Farnese sube la colina para reunirse, continuando en la zona norte, a la Domus Tiberiana, estando en gran parte bajo tierra, ocupada en el siglo XVI por la residencia de la familia Farnesio; yendo más al sur de la casa de Livia, adornado con murales de gran valor; adjunto al Templo de Apolo, la casa de Augusto, o lo que queda de las habitaciones destinadas para el uso privado del Príncipe. 

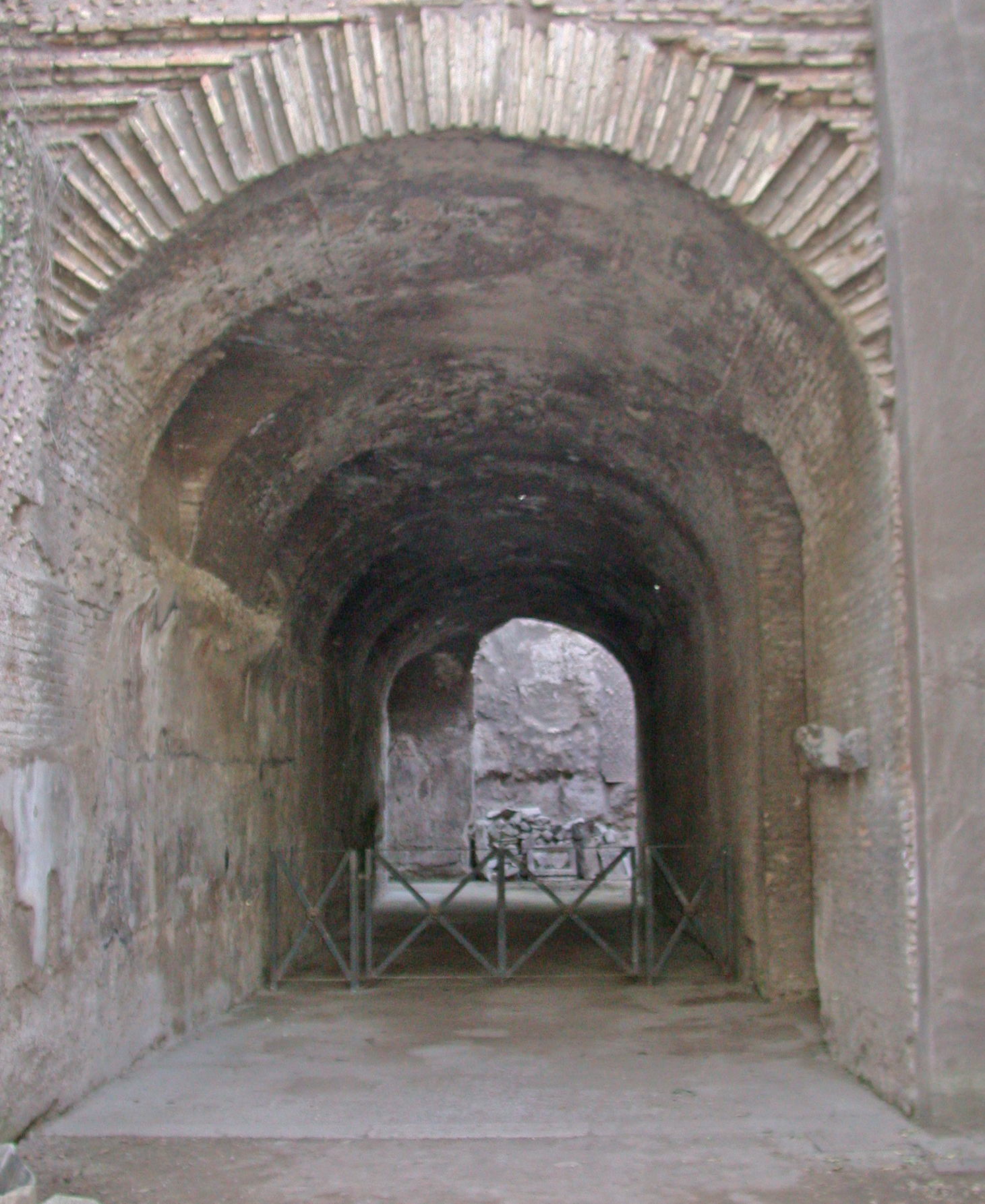
Criptopórtico de Nerón.

Desde los jardines de Farnese se puede tomar, poco después de la tumba de Giacomo Boni, un acceso subterráneo al criptopórtico de Nerón, a cuyo final es posible descender al Foro romano. El cryptoporticus era un pasaje subterráneo que unía juntos originalmente la Domus Aurea, con edificios anteriores imperiales en el Palatino, luego se expandió por Domiciano a conducir a su nuevo edificio y posteriormente se abrió otro brazo para servir como un corredor entre el palacio Flavio y la Domus Tiberiana.
Sobre una amplísima explanada en la parte superior de la colina, en medio se encuentra el antiguo convento de Santa Francisca Romana, ahora la sede de la Antiquarium del Palatino, se encuentra la Domus Flavia, que es el palacio de los emperadores Flavios, Vespasiano, Tito, Domiciano. El edificio fue ampliado por Domiciano, que encargó al arquitecto Rabirio aplanar los dos picos de la colina, al oeste de Germalus, cubiertas de casas y templos, y el este del Palatium, usando la tierra de relleno para cubrir el desnivel, con el fin de construir lujosas villas dedicadas a funciones públicas del emperador y se ampliar las reservadas a la familia imperial, se reunidas en lo que ahora se conoce como la Domus Augustana, de estructura más compleja que el palacio de los Flavio. En todas partes del complejo hay restos de mosaicos y preciosas decoraciones de mármol. Muchas piezas de valor histórico y artístico se recogieron en el antiquarium del Palatino, construido en el siglo XIX en una parte de la Domus Flavia. También muestra las diversas fases de la historia del monte Palatino, a partir de la evidencia más temprana de asentamientos humanos. 
En la antigüedad, la entrada real a los palacios imperiales tenía que ser al final del Clivio Palatino —el camino pavimentado que conduce a partir del Arco de Tito a los edificios—, a la mitad del lado oeste, era monumental y fue precedido por una escalinata. Las aberturas tenían que ser tres, como en las excavaciones encontradas, o cinco, que es el número informado por las fuentes —el Pentapylum, al que apuntan los catálogos regionales—. Cerca de allí, los restos de un arco de la época de Domiciano tal vez constituyeron la entrada a los palacios imperiales, pero no es seguro. El arco y las subestructuras circundantes sugieren un complejo de jardines —indicado en la forma de Urbis Severiana como Adonaea— que debía adjuntarse al templo de Elagabalium.

### Casa de Livia

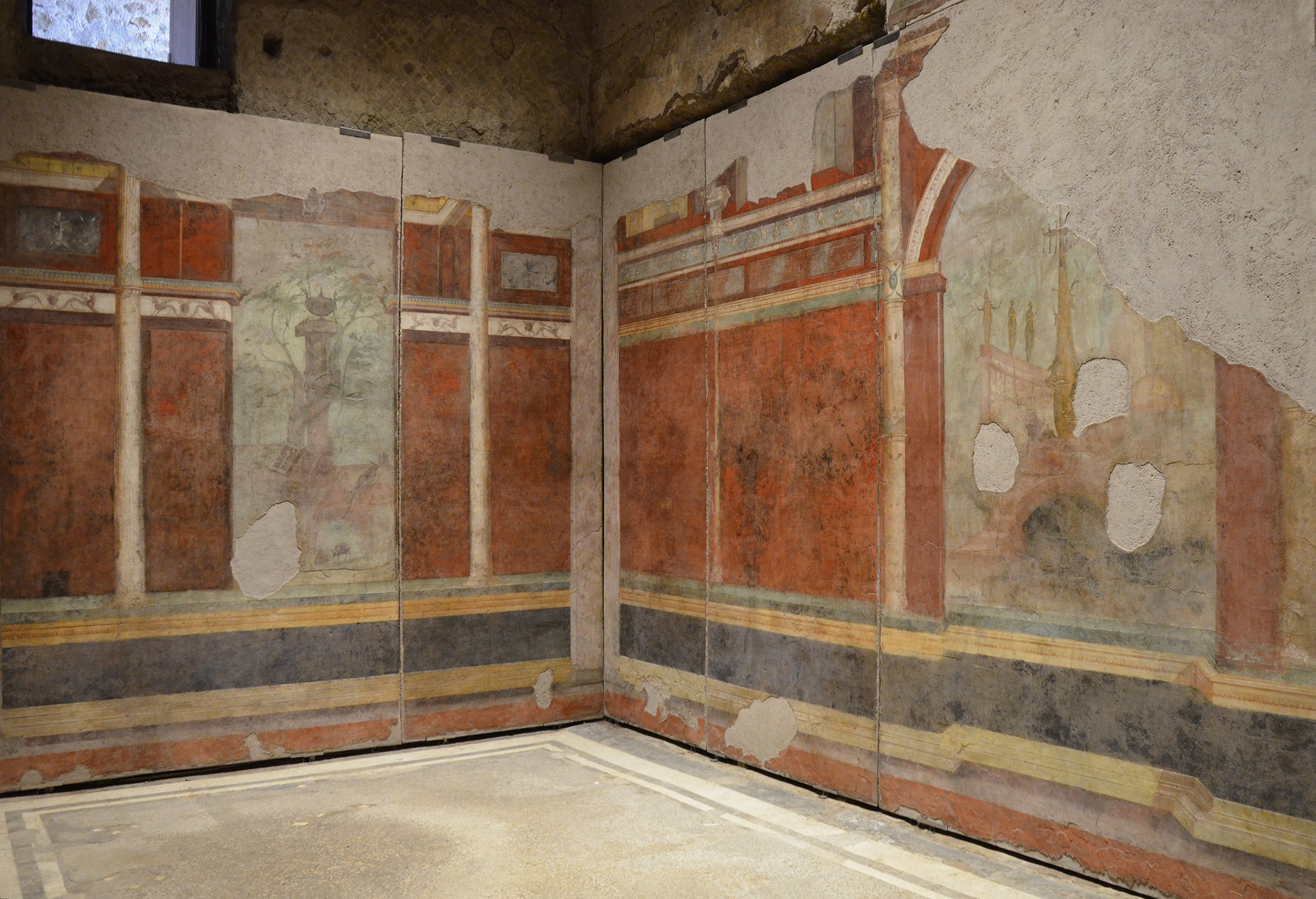
Pintura arquitectónica en la Casa de Livia.

La zona este del Templo de Cibeles, un área ocupada por las últimas casas construidas en la época republicana, con la presencia de un edificio medio conocido como la casa de Livia —la atribución de la casa como «Livia» se basa únicamente en la pista del nombre genérico en una tubería de plomo que conduce el agua a la casa y factores circunstanciales tales como la proximidad a la casa de Augusto—, el sitio fue excavado en 1869 por Pietro Rosa encargado por Napoleón III.
Accesible a través de un corredor inclinado cubierto con mosaicos originales de dos tonos, se abre a un gran patio sostenido por pilares cuadrados. En cambio, el atrio está en el lado opuesto, donde se accedió originalmente, y alrededor del cual hay una serie de pequeñas habitaciones (cubículos). Un entorno (llamado C), que corresponde al tablinum, conectaba el patio y el atrio en el lado este. Esto, junto con las dos salas laterales, que todavía conservan las decoraciones del segundo estilo, datable en el año 30 a. C. Las paredes son más antiguas, como lo demuestra la presencia de trechos amurallados: están en trabajo reticulado no demasiado regular y son atribuibles a los años 75 - 50 a. C.

### Casa de Augusto

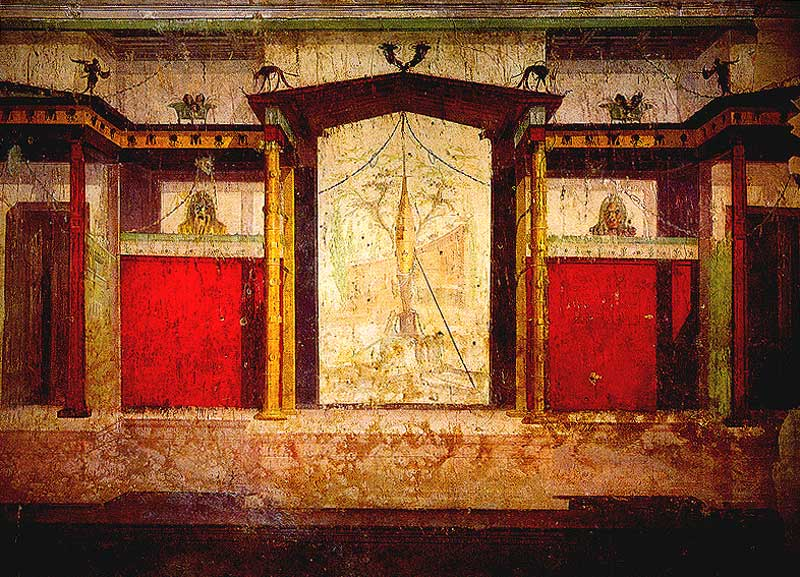
La «sala de máscaras» dentro de la Casa de Augusto, probable estudio del Príncipe.

Justo detrás de la Casa de Livia y formando parte del mismo complejo, un peristilo superpuesto sobre un suelo de mosaico de finales del siglo II, que parecen indicar la presencia de una casa republicana tardía, quizás la de Lutatius Catulus, seguramente un vecino anterior, que datan del año 111 a. C.,una gran parte de ellos se aprovecharon para la casa de Augusto.Ese mismo año tuvo lugar un incendio que afectó a la zona del Palatino.Suetonio dice que, después de un incendio, la gente lo amó tanto que:

Cuando tuvimos que reconstruir la casa de Augusto, en el Palatino, que había sido destruida por el fuego, los veteranos, la curia, las tribus e incluso los hombres de todas las clases sociales, donaron sumas de dinero en proporción a lo que cada uno podía; Augusto, sin embargo, pasó de acumular las diversas monedas y tomó de cada uno el máximo un denario.
Suetonio, Augustus, 57

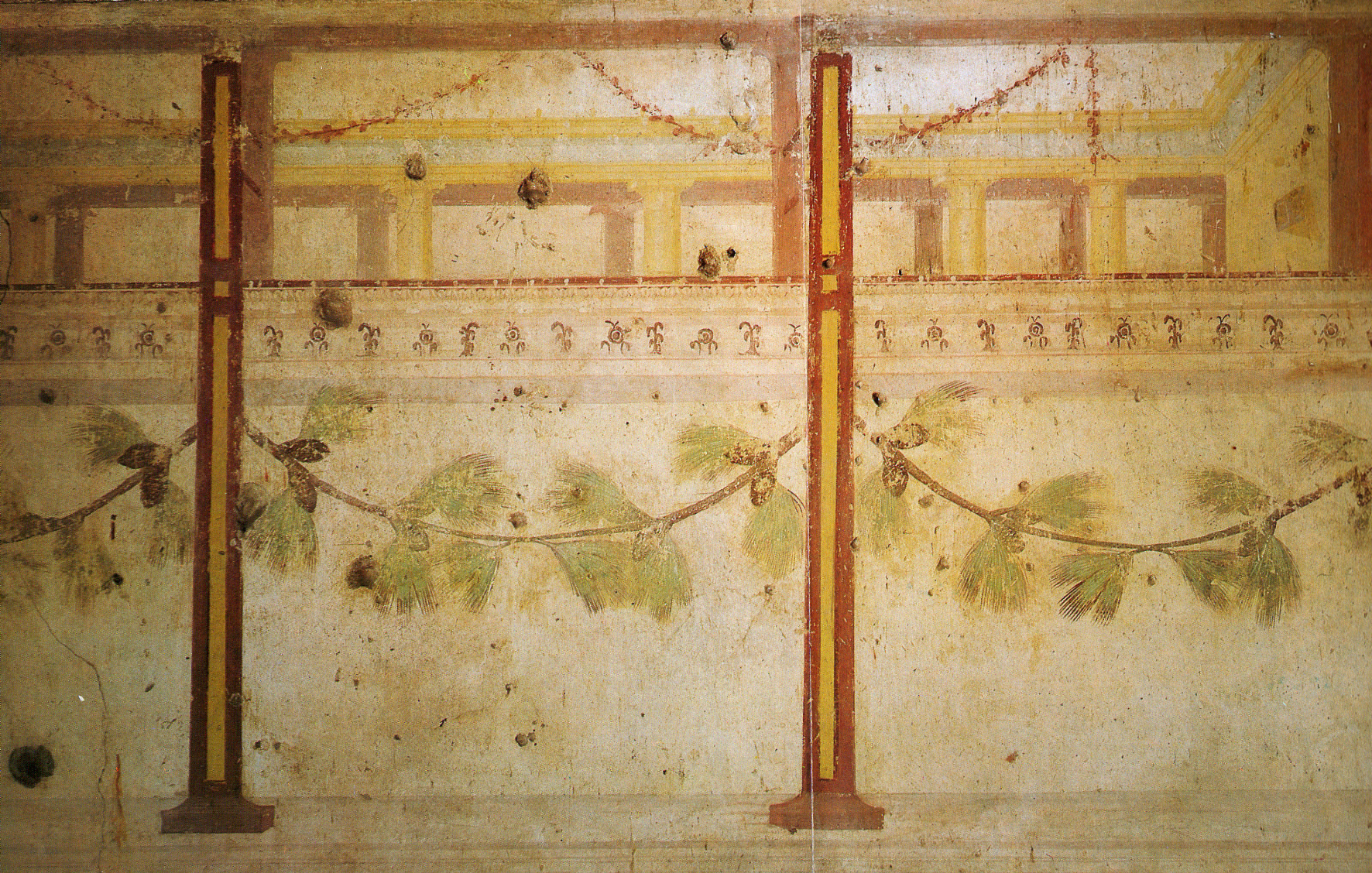
Fresco con decoración arquitectónica y guirnaldas de pino.

La casa aparece dividida en dos partes: la primera hacia el oeste, con habitaciones más pequeñas, es la destinada al uso privado del príncipe, mientras que la segunda, más hacia el oeste, al sur del Templo de Apolo, y que consiste en habitaciones más grandes, parece reservada más para funciones oficiales. La parte pública de la casa, que tenía que ir más al este del templo, se incorporó parcialmente al siguiente palacio de Domiciano. En el ala privada de la residencia se conservan pinturas originales, entre las que aparecen relevantes las de las dos salas cercanas, una decorada con máscaras inspiradas en el paisaje teatral y la otra con motivos de guirnaldas florales y de frutos de pino.

### Domus Tiberiana

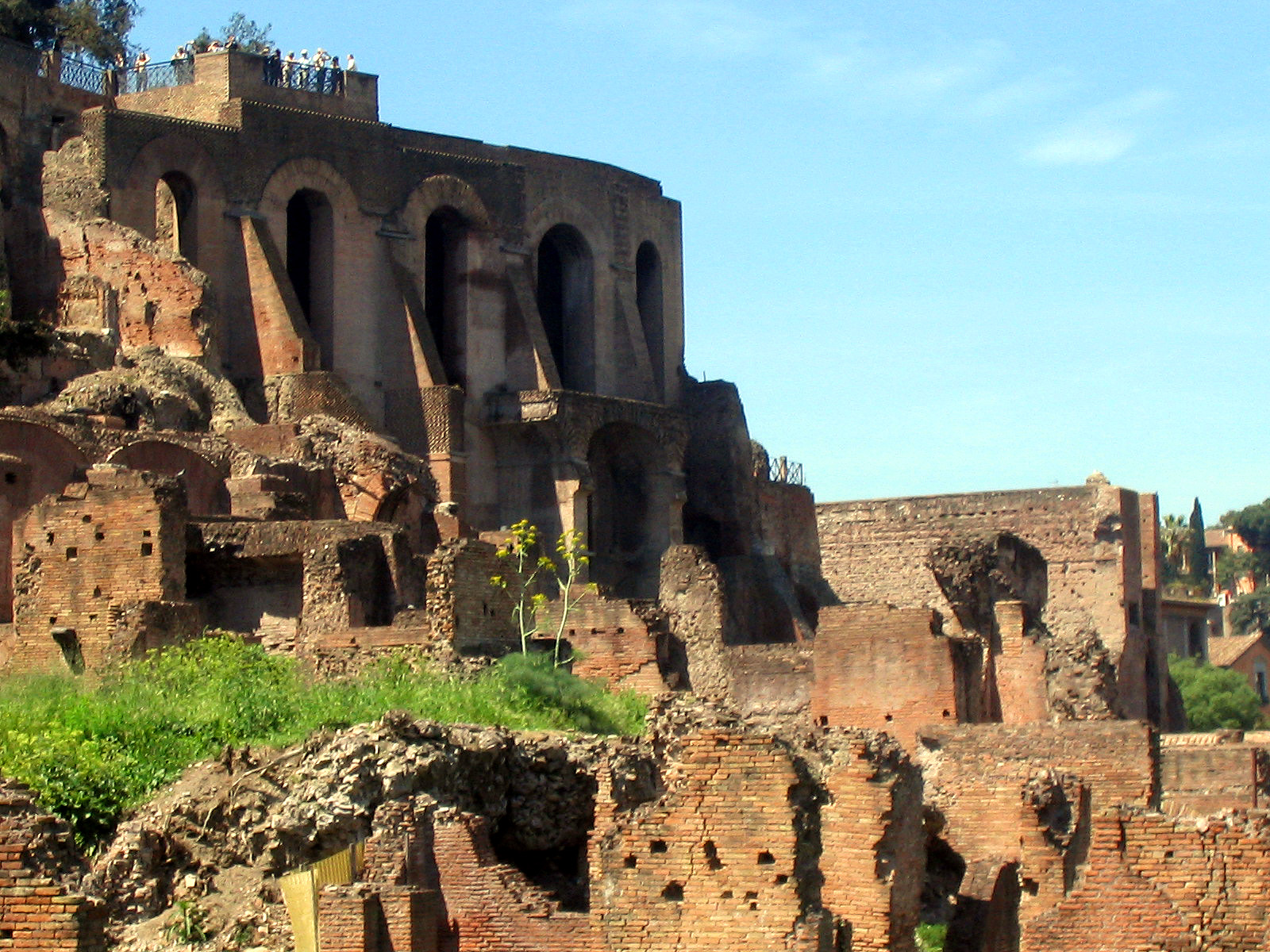
El frente norte de la Domus Tiberiana del Foro Romano.

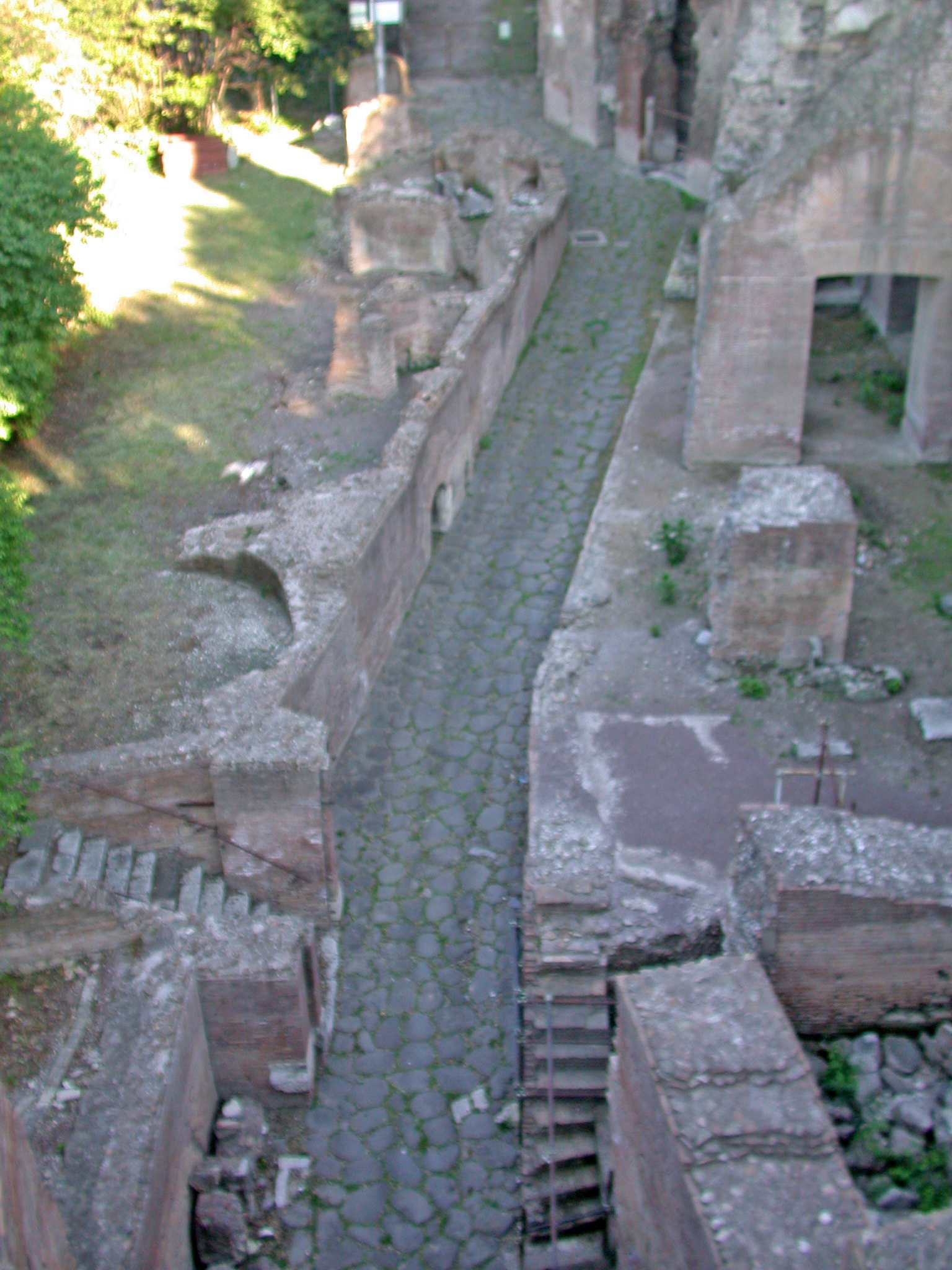
Un trayecto del Clivus Victoriae.

A un Tiberio se atribuye a la obra de ampliación de la residencia imperial en el lado oeste del Palatino, entre el Templo de la Magna Mater y las laderas de la colina, cerca de la Casa de las Vestales y el templo de Cástor y Pólux. El lado oeste del edificio coincide con el área ocupada previamente por una domus republicana, donde probablemente nacería el mismo Tiberio, y más tarde se amplió por Calígula. Toda la Domus ha salido parcialmente a la luz, limitada a los bordes perimetrales del edificio. La residencia incluía la presencia de una biblioteca, que sustituyó a la del Templo de Augusto, destruida por el fuego del año 80, un evento que también dañó significativamente la Domus y después Domiciano reconstruyó la fachada embelleciéndolo con una logia larga.
Pietro Rose junto con sus colaboradores, en las excavaciones realizadas en los años 1861-1862, sacaron a la luz un gran peristilo central, desde el que se ramifica un corredor que terminaba en las correspondientes excavaciones cerca del templo de la Magna Mater y otros corredores que iban a fluir al criptopórtico del Domus Transitorio neroniano, donde se ven algunos pasajes. Hacia el sur, varias habitaciones en buenas condiciones parecen remontarse a la época de Nerón y tienen frescos del siglo III. El lado norte hacia el Foro es la más amplia entre todos las excavadas, dispuesta a lo largo de una calle cuesta arriba, en un tiempo erróneamente identificado con el Clivus Victoriae. Aquí algunas habitaciones son más antiguas, de la época de Domiciano, y por encima de ellas se iniciaron con Adriano otras estructuras con arcos, que se superponen a la antigua usanza, lo que consiguió el movimiento residencial en la calle Via Nova. El descubrimiento de cuentas de grafiti ha dado la impresión de que el tesoro imperial estaba ubicado allí.

### Palacio de Domiciano
El palacio de Domiciano fue el principal complejo imperial en la monte Palatino, que sustituyó a una serie de edificios antiguos que iban desde la era republicana de Nerón. Cubre aproximadamente 5 hectáreas.
Se compone de tres sectores: 

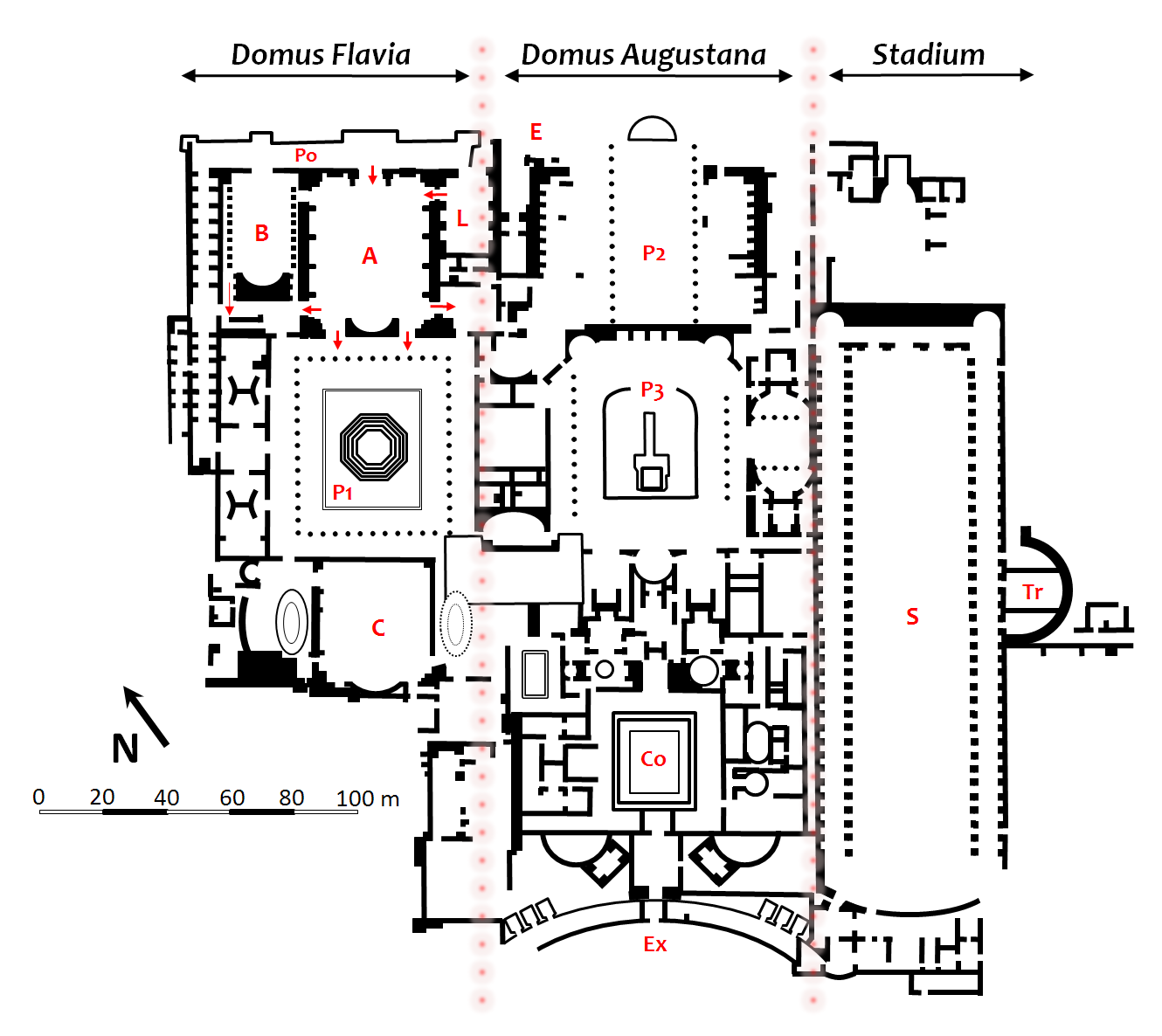
Estructura del palacio Domiciano, formado por la Domus Flavia, la Domus Augustana y el estadio Palatino.
E : entrada principal. L : Lararium. A : Aula Regia. B : Basílica. Po : pórtico. P1 : peristilio. C : Cenatio. P2 : segundo peristilio. P3 : tercer peristilio. Co : jardín. Ex : gran exedra. S : estadio. Tr : Tribuna del Stadium

- la Domus Flavia, para funciones públicas adjuntas —los ritos oficiales, la matutina salutatio, recibir embajadores y celebrar reuniones principis Consilium ) realizados en la gran sala del trono: Aula regia,
- el Estadio Palatino, cuya área pudo ser usada como un jardín, el sitio para festivales privados o pista de caballos,
- la Domus Augustana, la residencia privada del emperador.[19]

Las obras para su realización fueron dirigidas por el arquitecto Rabiro, iniciadas poco después del año 81 —(año del ascenso al poder de Domiciano— y concluyó en el año 92. En los siglos siguientes nunca fue reemplazado, permaneciendo en el poder de los Augusto, quienes se limitaron únicamente a restaurarlo y hacer algunas adiciones.
La importancia del palacio imperial de Domiciano en la historia de la arquitectura es el de una piedra angular. Por primera vez, un único complejo reunió todas las funciones y necesidades de la vida política del Estado, organizadas de manera orgánica y funcional. El palacio fue la respuesta a la «monarquización» del poder implementada bajo Domiciano, que también se manifestó en la arquitectura. La separación entre el entorno público y privado en respuesta a la necesidad de aislar y sublimar la figura del gobernante y la hierática presencia divina se demostró que se conseguía en condiciones especiales y con únicamente la luz de la magnificencia de los salones. Fundamental para el propósito fue el uso de los ábsides detrás de las áreas de recepción, que centraban la atención en el soberano y lo aislaban como una deidad manifestada a los mortales comunes.

#### Domus Flavia
[...] Agrícola entró a la ciudad por la noche, evitando el regocijo de amigos, y por la noche fue al palacio, como le habían ordenado. Aquí fue recibido con un beso frío y, sin palabras, se dejó fundir con la multitud de cortesanos.
Tácito, Agrícola (Tácito)Agrícola, 40, 4

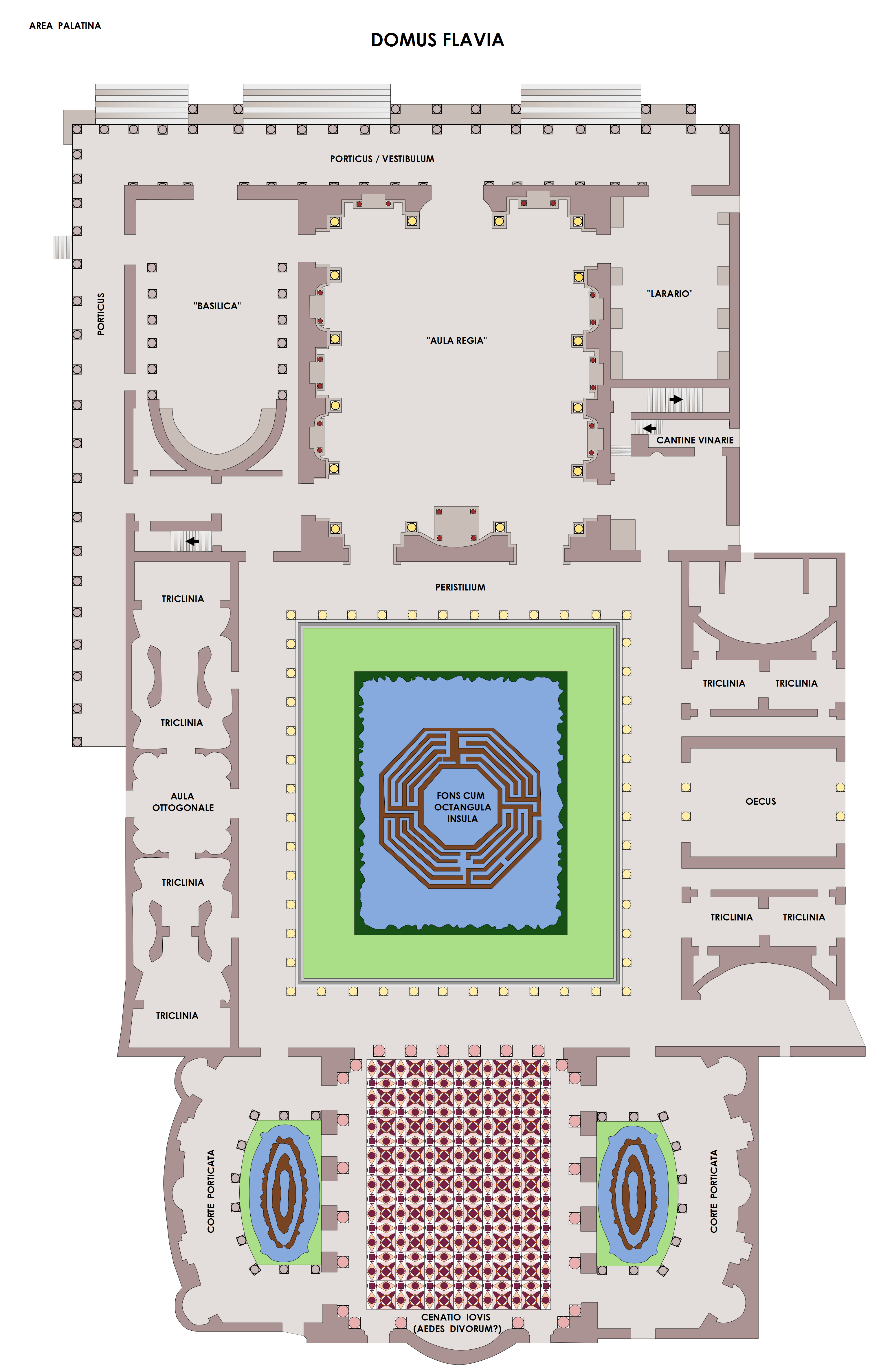
Planta de la Domus Flavia, la parte pública del palacio de Domiciano.

La gran área plana en la parte superior de la colina está dominada en el centro por una enorme peristilo rectangular ocupada por una gran fuente octogonal, lo que representó el punto de apoyo de toda la Domus Flavia, diseñada y construida por Rabirio, ordenada por el emperador Domiciano. En tres lados del pórtico cuadrado del peristilo había tres series de habitaciones. En el lado norte estaba la gran Aula regia con un ábside en el centro, — la sala del trono, que se encuentra en el interior del ábside, reservada para el emperador dominus et deus Domician— enriquecida con esculturas de basalto negro alojadas en nichos, en la parte izquierda la Basílica o Auditorio, tal vez se dividía en tres naves, donde el emperador ejercía la justicia y la toma de decisiones del gobierno —junto con los colaboradores estrechos, se reunían en la principis Consilium—, a la derecha está el Lararium donde una vez se pensó que mantuvieron sus dioses tutelares o más probablemente la Guardia Pretoriana estaba allí ubicada, dada la proximidad a la entrada principal de la residencia. Una sala octagonal corría a lo largo del lado occidental del pórtico cuadrado. En estas áreas, que procede del clivus Palatinus, se pasa a través de una entrada monumental coronada por un arquitrabe —una especie de fastigium, el frontón, como el dado a César en el año 44 a. C. después de su nombramiento como pontifex maximus—.

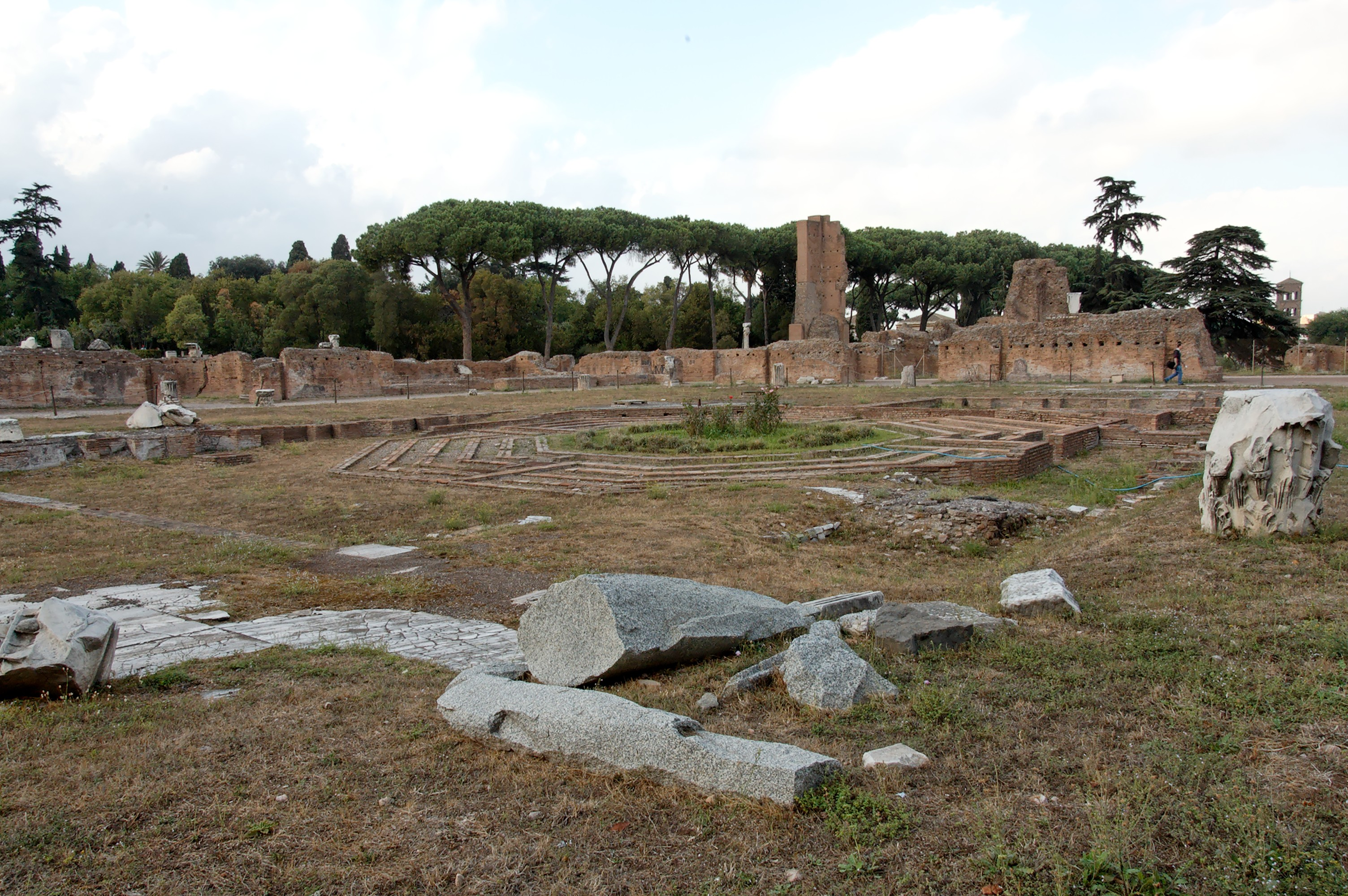
Peristilio central de la Domus Flavia con la fuente octogonal.

El comedor principal para banquetes, también llamado Cenatio Iovis, está situado en el lado opuesto con respecto al aula Regia y fue embellecido por un ábside poco profundo, en cuyos lados había dos accesos a ambientos sucesivos, como en las bibliotecas del templo de Apolo. El Cenatio Iovis fue erigido sobre un hipocausto, una doble pavimentación que permitía el calentamiento del ambiente, construido en el período de Adriano y restaurado bajo Majencio. Estaba flanqueado por otra fuente ovalada, a la derecha, visible desde grandes ventanales que se abrían desde el triclinio en este lado.  Todos estos ambientes tenían una función pública fundamental, sirviendo para llevar a cabo no únicamente la salutatio matutina del emperador, sino también las recepciones públicas, dirigidas a impresionar al visitante con la sucesión de las estructuras y ricos adornos. A estos se deberían agregar quizás incluso los ambientes de la parte norte de la Domus Augustana, ya que no hay un cierto límite entre las dos residencias.
Estas premisas se levantan en estructuras previas que van desde la época republicana hasta la de los Flavio. En particular, bajo la Cenatio Iovis y la fuente de la derecha hay dos ninfeos con el centro de los «Baños de Livia», restos de dos clases, una de las cuales es de forma anular, tal vez identificable con la cenatio rotonda giratoria de Nerón descrita por Suetonio. Por debajo del Lararium está el ejemplo más importante de la casa del período republicano, la Casa de los Grifos, que se encuentran partes en el primer piso de mosaico y decoración pintada, datan de finales del siglo II antes de Cristo , o la comienzos del primer siglo. Debajo de la Basílica se encuentran los restos de una exedra de la Domus Aurea, y la Aula isíaca, un entorno de casa republicana decorada con pinturas de Augusto en el segundo estilo tardío (que data del 25 a. C. ). Bajo la Aula regia, se encuentran las estructuras de la residencia de Nerón, a las que se superponen los cimientos de una sala anterior de la era de Vespasiano.

#### Paedagogium

Grafito de Alexámenos, encontrado en el Paedagogium del Palacio de Domiciano.

Es un edificio pequeño situado al oeste de la exedra de la fachada de la Domus Augustana, que se remonta a la intervención de Domiciano, y se identifica como el Paedagogium, una especie de internado, diseñado especialmente para la formación de los esclavos imperiales o más probablemente un edificio utilizado para su residencia. El edificio es un apéndice externo, casi al pie de la colina, o un anexo del palacio de Domiciano.
La identificación del edificio proviene de la recurrencia de las incisiones del esgrafiado en latín con la frase exit de Paedagogio. Un grafito del año 200 a. C. —pero por algún efecto retroactivo—, en particular, ha despertado la curiosidad, ya que representa un hombre con cabeza de burro crucificado, probable parodia de la crucifixión de Jesús, y otro hombre que parece rendir homenaje a sus pies; la inscripción griega en la parte inferior dice «Alessameno venera [su] dios». Se conoce una a parte de la estructura, dividida en dos niveles, cada uno con una fila de salas separadas por un pórtico. Al norte hay una gran exedra conectada a otras áreas cercanas, en la que se han encontrado frescos y mosaicos de la dinastía Severa.

#### Estadio Palatino

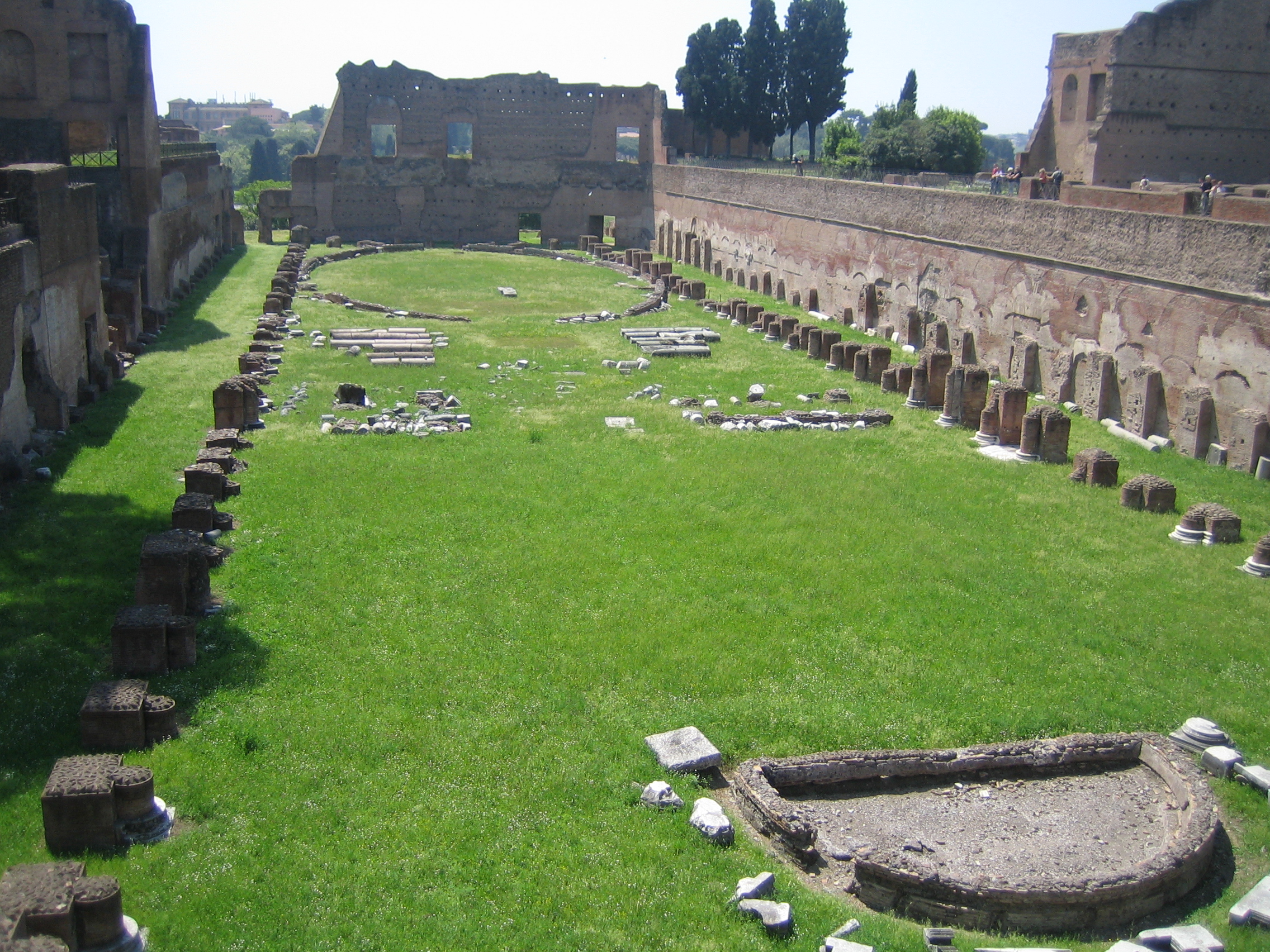
El estadio Palatino, desde el lado norte. En la parte inferior se puede ver la antigua valla y a la izquierda el podio imperial.

Justo después de la residencia domiciana terminado en el año 92, está el estadio o hipódromo, un vasto espacio de forma alargada con un lado más corto curvo —que se asemeja a la forma de circo—, identificable con el Hippodromus Palatii recordado en las Actas de los mártires o con el Viridarium, un espacio verde privado, que se extiende a lo largo del lado este de la Domus Augustana. La pista, que limita todo alrededor por un pórtico con dos pisos —reestructurados de la época adriana— anteriormente cubiertos con mármoles, se dividió en dos del cual únicamente sale un terminal de un extremo en los lados opuestos —por alguna utilidad, por lo menos en el lado corto al norte, de la fuente—. En el centro de la estructura, en el lado oriental, se encuentra una gran tribuna o exadra semicircular—reconstruida bajo Septimio Severo—), donde los emperadores probablemente podían ver los espectáculos. El estadio, más que la actuación de los espectáculos de carreras, tenía otra función más segura como un jardín privado, sugerido por el descubrimiento de estatuas que tenían que estar ricamente adornadas. Un recinto de forma ovalada en la parte sur de la pista se remonta a la época de Teodorico I (siglo VI), tal vez utilizado para carreras de atletas.

#### Domus Augustana

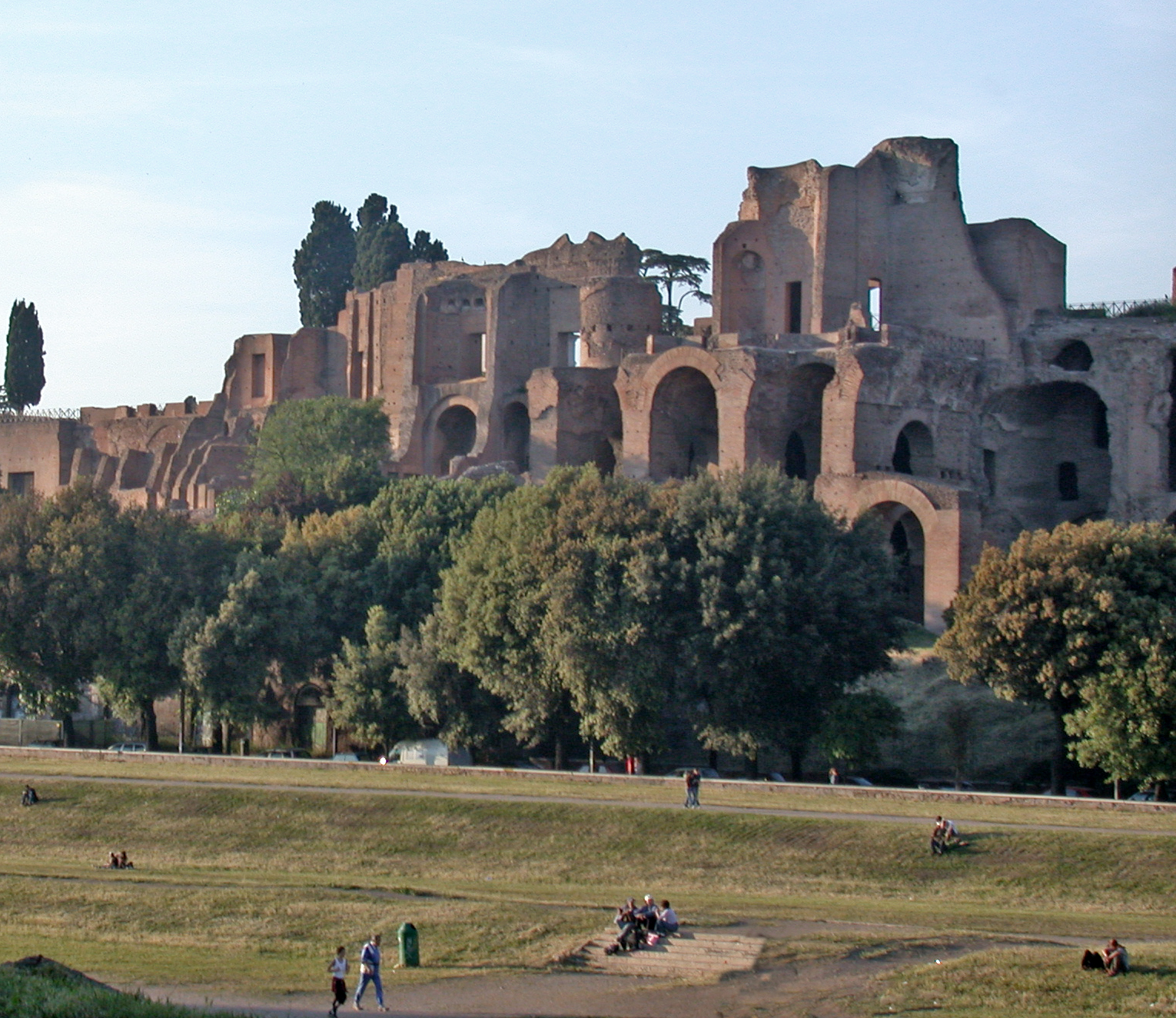
Vista de la Domus Augustana del Circo Máximo.

No muy lejos de la Domus Flavia se encuentra la Domus Augustana, que fue la residencia del emperador utilizada hasta finales del período imperial y bizantino. Se distribuye en dos plantas, la primera aparece a 12 metros más abajo, siguiendo el curso de la colina y con vistas al Circo Máximo. El carácter de residencia privada no puede referirse a todo el edificio Augustiano, sino que debe restringirse a la única parte adyacente al Circo Máximo, ya que la parte norte de la Domus no se distingue fácilmente de la Domus Flavia. La parte norte, unida a la Domus Flavia, se articuló, por lo que se puede deducir de las escasas ruinas, alrededor de un gran peristilo, al norte del cual debió haber un tercer peristilo, probable vestíbulo desde el que también hubo acceso a la Domus. En el centro del peristilo de la columnata meridional, pero centrado en la Domus, había un cuerpo de agua en cuya cuenca se situaba un pequeño templo en un alto podio, probablemente dedicado a Minerva. A los lados del peristilo, las excavaciones han identificado diferentes entornos con un diseño de plan mixto, que incluye una gran sala de dos ábsides.

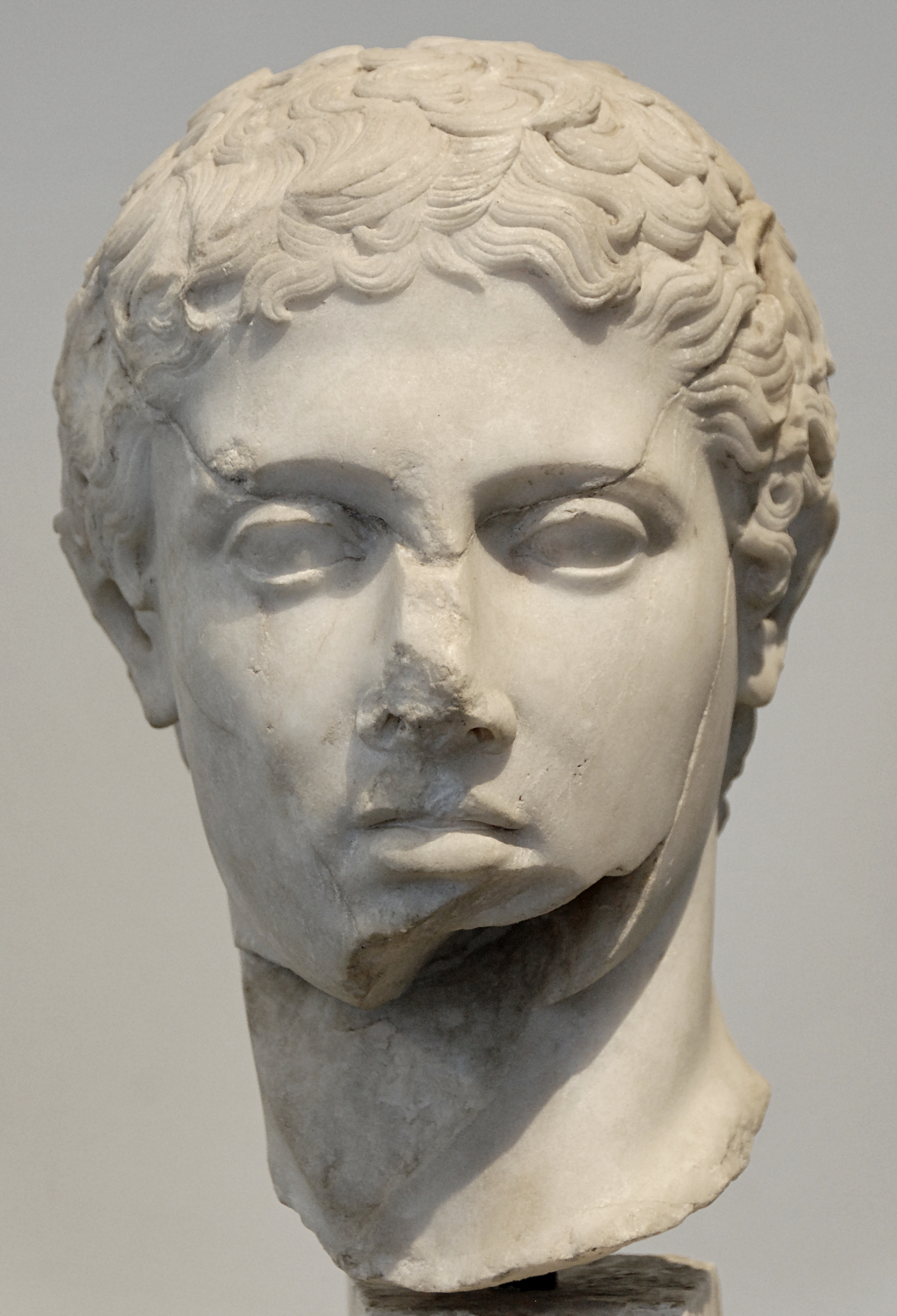
La cabeza de Hermes se encontró en Domus Augustana, realizada en mármol pentélico, es una copia romana de un original griego de la escuela de Policleto, (segunda mitad del).

Más al sur del peristilo central, en el nivel inferior, se encuentra un patio cuadrado, originariamente rodeado por pórticos en dos plantas. En el centro hay una gran fuente decorada con un motivo que recuerda a la forma de cuatro escudos con dos entrantes. El norte y el oeste hay algunos edificios, mientras que hacia el sur se encuentra la gran exedra, cuya parte exterior actúa como la fachada del edificio en el Circo Máximo y desde el que los emperadores podían ser testigo de primera mano de las carreras. Desde el patio, mirando hacia el norte, hay tres grandes salas, la central con dos ábsides, mientras que las laterales tienen un plano octogonal con bóvedas de pabellón. En el lado occidental del patio, dos tramos de escaleras conducen a la segunda planta, cuyas habitaciones no son especialmente amplias y cuentan con una planta bastante compleja: aquí es probable que viviese el emperador, opinión que parece confirmarse por la gran cantidad de fragmentos decorativos se encuentran allí.

### Domus Severiana

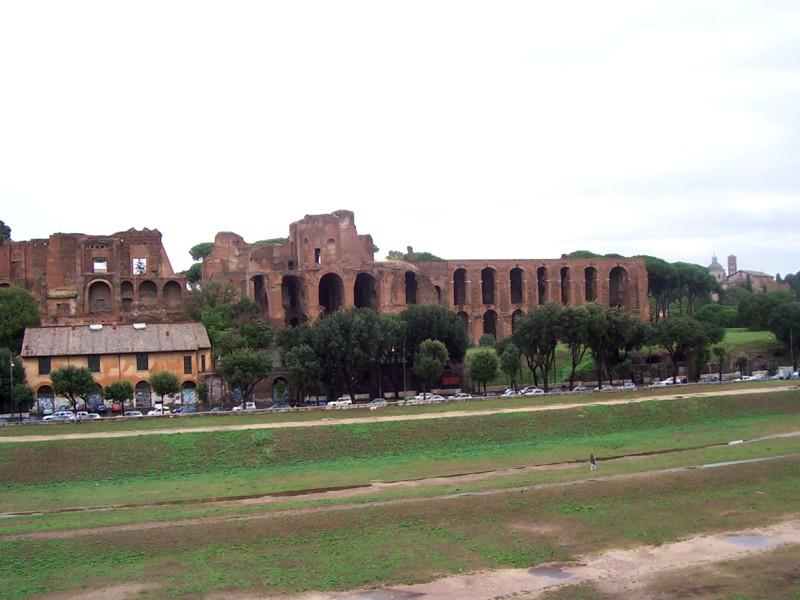
Restos del Palacio de Septimius Severus en el lado del Circo Máximo. Las vistas de las subestructuras son en las que estaba la Domus.

La Domus Severiana representa una ampliación del final del siglo II, encargada por el emperador Septimio Severo en el contexto de la reestructuración urbana y el programa de adornos de la capital. Definitivamente llamada Domus, porque representa una extensión sudeste de la Domus Augustana, el edificio consiste en una serie de subestructuras que sirvieron para extender la residencia más allá del área de la colina, manteniéndola al mismo nivel que el resto del complejo. En su parte superior se encontraba el palacio real del cual únicamente quedan unos pocos restos. Las huellas de los baños se pueden ver entre el edificio y la exedra del estadio domiciano, probablemente ya realizado por el mismo Domiciano y restaurado por Majencio. Estos baños fueron alimentados por una extensión en el tiempo de Nerón del Aqua Claudia, el acueducto construido por Claudio.

#### Septizodium
En el lado del Palatino al frente de la Vía Apia, hacia el lado sureste, la perspectiva de esta zona del palacio Severo. Según las fuentes, el emperador quiso embellecer este lado de la colina, pero especialmente impresionar a los del sur, que a lo largo de la Vía Apia, llegaban a Roma, especialmente sus compatriotas de África.
El edificio se mantuvo hasta el final del siglo XVI, cuando fue demolido por Sixto V, en 1588, utilizó los materiales recuperados para sus diversos proyectos arquitectónicos, como la capilla de la basílica Santa María la Mayor. Un fragmento del Forma Urbis Severiana y los dibujos anteriores a 1588 son todo lo que queda de la fachada monumental.

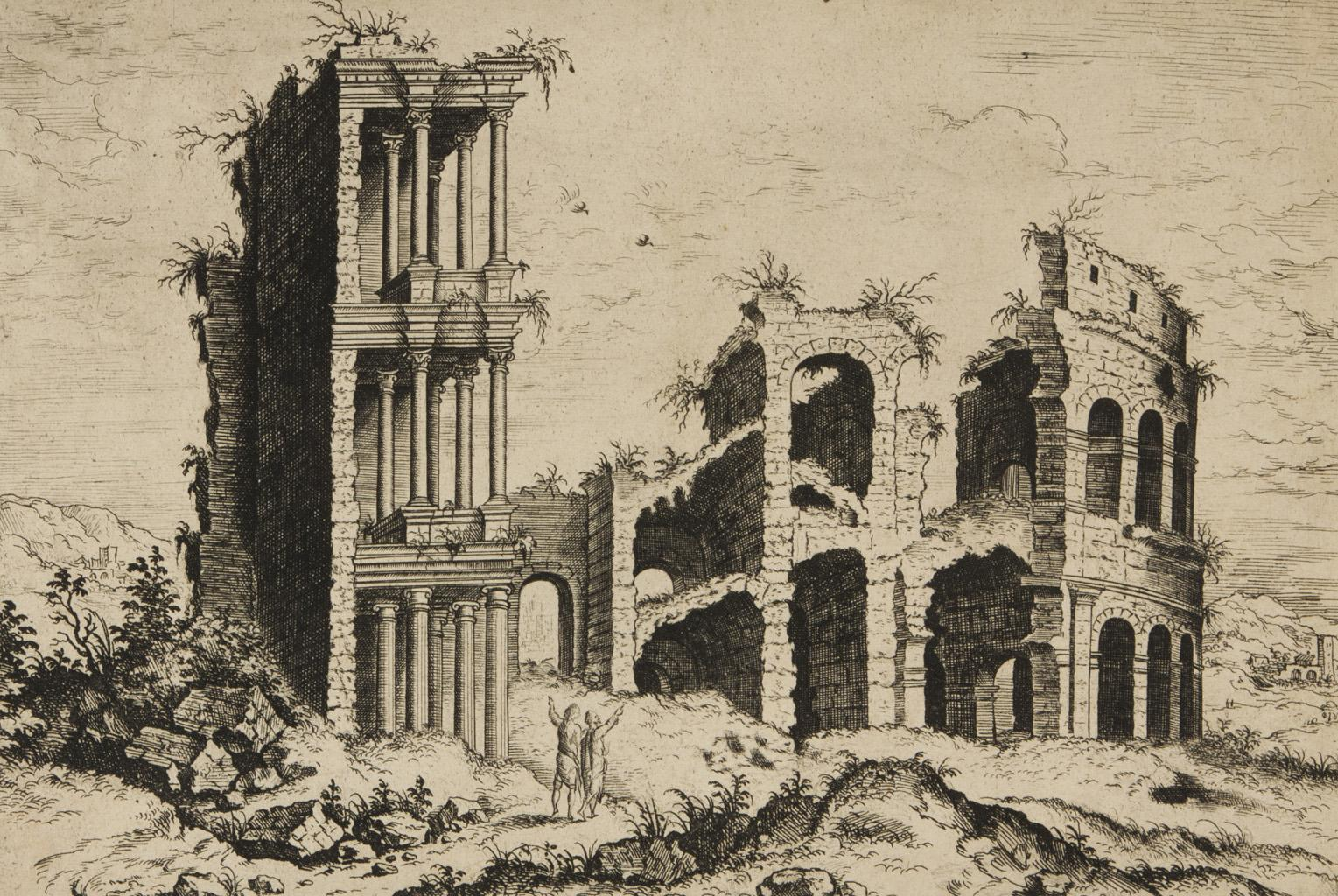
Dibujo de Hieronymus Cock (1518-1570).
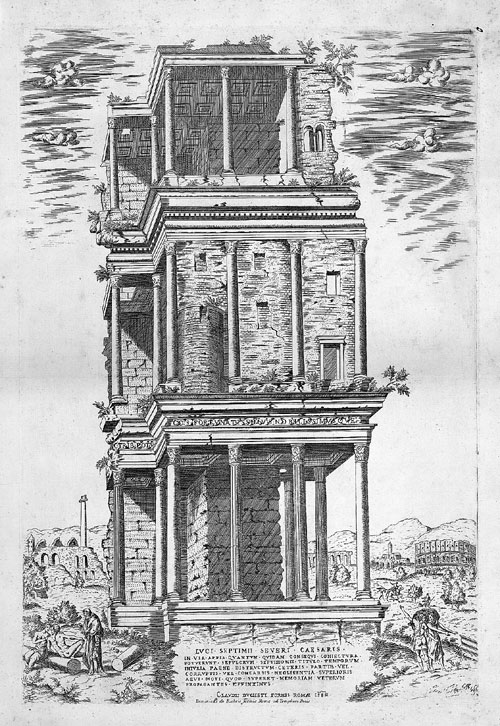
Dibujo de 1582.
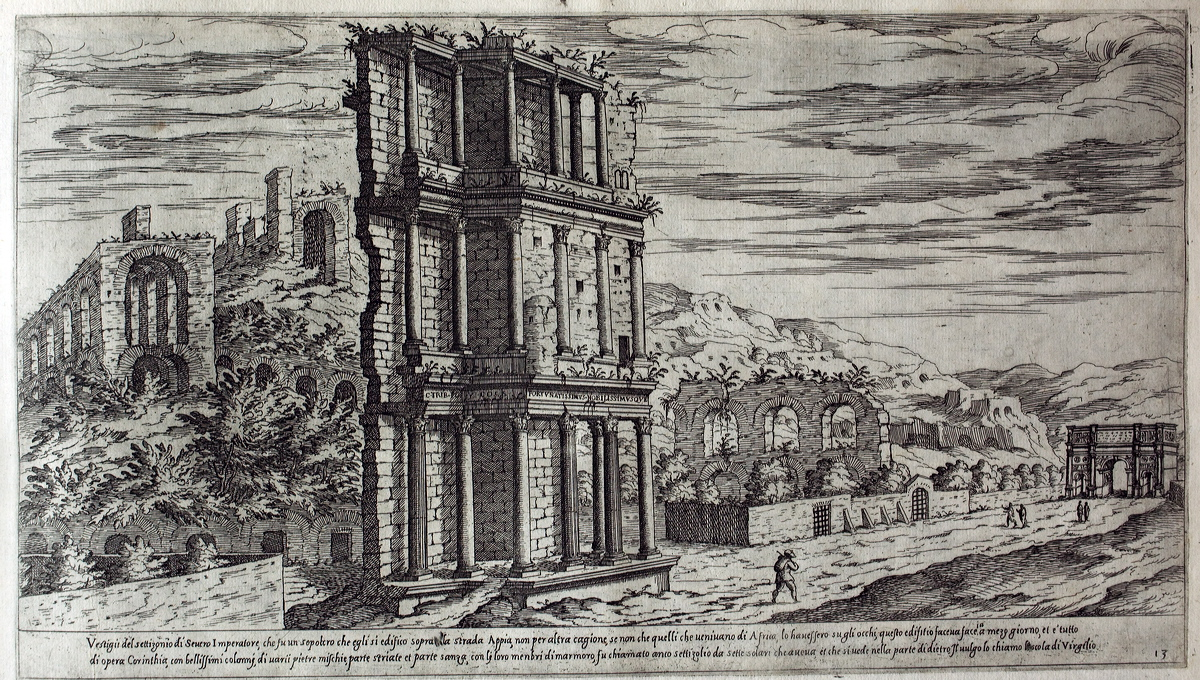
Dibujo de Lorenzo della Vaccheria, 1575.

#### Domus Praeconum
Al sur de Paedagogium, entre este último y el Circo Máximo, otro edificio consta de un pequeño patio rectangular con un pórtico en los cuatro lados que constituye el llamado Domus Praeconum , descubierto en 1888. En el lado norte hay tres habitaciones abovedadas, una más grande y dos laterales, que probablemente soportaron un segundo piso. El edificio, de la época severiana, aunque no es parte del palacio de Severo, presenta una decoración pictórica y de mosaico excepcional. Un mosaico en particular representa una procesión de heraldos, lo que ha llevado a la conclusión de que los mensajeros del circo tenían ahí su sede —nuntii circii, como se definen en un epígrafe—, y que equipados con pancartas precedían a los desfiles en los concursos celebrados en el cercano circo.